# Gutenborn
Gutenborn – miejscowość i gmina w Niemczech, w kraju związkowym Saksonia-Anhalt, w powiecie Burgenland, wchodzi w skład gminy związkowej Droyßiger-Zeitzer Forst.
Gmina powstała 1 stycznia 2010 w wyniku połączenia czterech gmin: Bergisdorf, Droßdorf, Heuckewalde i Schellbach.